# Tabdi
Tabdi je obec v Maďarsku v župě Bács-Kiskun v okrese Kiskőrös. K 1. lednu 2018 zde žilo 991 obyvatel.

## Geografie
Obec je vzdálena asi 7 km severně od okresního města Kiskőrös. Od města s župním právem, Kecskémetu, se nachází asi 40 km jihozápadně.

## Doprava
Do obce se lze dostat silnicí z Csengődu a Kiskőröse. Dále jí prochází důležitá železniční trať Budapešť–Kiskunhalas–Subotica–Bělehrad, na které se nachází zastávka Tabdi.